# Eingeweidefischartige
Die Eingeweidefischartigen (Ophidiiformes) sind eine Ordnung der Echten Knochenfische (Teleostei). Sie leben weltweit in allen Ozeanen, meist in großer Tiefe. Ein totes Exemplar von Abyssobrotula galatheae hat man im Puerto-Rico-Graben in einer Tiefe von 8370 Metern gefunden. Fünf Arten kommen im Brack- und Süßwasser vor. 

## Merkmale
Eingeweidefischartige werden 2,2 Zentimeter bis zwei Meter lang. Es sind langgestreckte, seitlich abgeflachte Fische, die oft die Form eines Brieföffners haben und sich von vorn nach hinten immer mehr verjüngen. Sie haben in den meisten Fällen einen durchgehenden Flossensaum aus Rücken-, Schwanz- und Afterflosse. Bei einigen Arten ist die Schwanzflosse auch separat. Sie ist dann abgerundet, niemals gegabelt. Die Flossenträger (Pterygiophoren) der Rücken- und Afterflosse sind zahlreicher als die angrenzenden Wirbel. Die Bauchflossen, wenn vorhanden, setzen auf der Höhe des Vorkiemendeckels oder weiter vorne an und bestehen nur aus einem oder zwei Flossenstrahlen, manchmal auch mit einem Flossenstachel. Auf jeder Kopfseite, oberhalb der Oberlippe, befinden sich zwei äußere Nasenöffnungen. Ihre Schwimmblase wird vom ersten oder von den ersten beiden Rippenpaaren gestützt, die dazu verbreitert sind. Ihre Statolithen (Ohrsteine) sind sehr groß.
Einige ihrer Arten leben als Parasiten oder Kommensalen (bisher wissenschaftlich noch nicht genau geklärt) in Seegurken, Muscheln oder Seescheiden (Entökie).

## Äußere Systematik
Die Eingeweidefischartigen wurden traditionell in die Überordnung der Paracanthopterygii eingeordnet. Diese gilt (in ihrem damaligen Umfang) heute jedoch als paraphyletisch. Nach molekularbiologischen Untersuchungen gehört die Ordnung, obwohl die Fische stachellose Weichflosser sind, als ursprünglichstes Mitglied der Barschverwandten zu den Stachelflossern.

## Innere Systematik
Es gibt zwei Unterordnungen, sechs Familien, über 100 Gattungen und über 500 Arten.

### Unterordnung Bythitoidei
Die Arten aus der Unterordnung Bythitoidei sind lebendgebärend, die Männchen besitzen ein Begattungsorgan für die innere Befruchtung. Die äußeren Nasenöffnungen befinden sich bei den meisten Arten unmittelbar oberhalb der Oberlippe. Die Schwanzflosse kann mit der Rücken- und Afterflosse zu einem Flossensaum zusammengewachsen oder separat sein.
- Familie Lebendgebärende Brotulas (Bythitidae)
- Familie Dinematichthyidae[4]

### Unterordnung Ophidioidei
Die Arten aus der Unterordnung legen Eier, deshalb sind die Männchen ohne spezielles Begattungsorgan. Die äußeren Nasenöffnungen befinden sich bei den meisten Arten deutlich oberhalb der Oberlippe. Die Schwanzflosse ist mit der Rücken- und Afterflosse zu einem Flossensaum zusammengewachsen.
Zu den Ophidioidei gehören vier Familien:
- Familie Acanthonidae
- Familie Brotulidae
- Familie Eingeweidefische (Carapidae)
- Familie Bartmännchen (Ophidiidae)

Das folgende Kladogramm zeigt die innere Systematik der Eingeweidefischartigen (Ophidiiformes):
|  | Lebendgebärende Brotulas (Bythitidae) |
|  |                                       |
|  | Dinematichthyidae                     |
|  |                                       |

|  | Acanthonidae |
|  |              |
|  | Brotulidae   |
|  |              |

|  | Bartmännchen (Ophidiidae)    |
|  |                              |
|  | Eingeweidefische (Carapidae) |
|  |                              |

|  | Acanthonidae |
|  |              |
|  | Brotulidae   |
|  |              |

|  | Bartmännchen (Ophidiidae)    |
|  |                              |
|  | Eingeweidefische (Carapidae) |
|  |                              |

|  | Lebendgebärende Brotulas (Bythitidae) |
|  |                                       |
|  | Dinematichthyidae                     |
|  |                                       |

|  | Acanthonidae |
|  |              |
|  | Brotulidae   |
|  |              |

|  | Bartmännchen (Ophidiidae)    |
|  |                              |
|  | Eingeweidefische (Carapidae) |
|  |                              |

|  | Acanthonidae |
|  |              |
|  | Brotulidae   |
|  |              |

|  | Bartmännchen (Ophidiidae)    |
|  |                              |
|  | Eingeweidefische (Carapidae) |
|  |                              |

## Stammesgeschichte
Ausgestorbene Eingeweidefischartige sind aus dem Paläozän, dem Eozän und dem Oligozän fossil nachgewiesen.